# Pholcus bourgini
Pholcus bourgini is een spinnensoort uit de familie trilspinnen (Pholcidae). De soort komt voor in Guinee.